# 김경진 (성우)
김경진(1981년 7월 10일 ~)은 대한민국의 성우이다. 2014년 KBS 39기 공채 성우로 데뷔했다.

## 출연작
- 닥터후 시즌 10(KBS) - 페니(론크 아디코루조) / 팬타곤 직원(엘리나 마리아) / 샤오롄(데프니 청)